# Robert Krampe
Robert Krampe (* 24. März 1980 in Berlin) ist ein deutscher Komponist und Musiker.

## Leben
Krampe begann mit zwölf Jahren zu komponieren. Noch während der Schulzeit traf er mit Hans Werner Henze zusammen, konnte mit ihm arbeiten und ihm assistieren. 
Er studierte an der Staatlichen Hochschule für Musik Freiburg bei Cornelius Schwehr (Komposition) und Dieter Mack (Musiktheorie) und an der Musikhochschule Lübeck bei Dieter Mack (Komposition). 
Er übt Lehraufträge an der Musikhochschule Lübeck aus und übernimmt regelmäßig Verpflichtungen als Dirigent. Als Lektor ist er beim Bärenreiter-Verlag für zeitgenössische Musik zuständig.

## Werke (Auswahl)

### Musiktheater
- Nuit de l'enfer, Monodram nach Arthur Rimbaud (2006)

### Orchesterwerke
- Epitaph (d'Arianna) für Orchester (2004)
- Follia – Annäherungen für Orchester (2007)

### Streichorchester
- Notturno, Metamorphosen für 16 Solostreicher (1998)
- Notturno II (Gengangere) für Streicher (2006)
- Gesänge der Großstadt (Notturno III) für hohen Bariton und Streichorchester (2009)

### Vokalmusik
- Scene für Solosopran und drei Crotales (2002) (Text: John Keats)
- Spirits of the death, a cycle of songs for soprano and piano (2002) (Text: Edgar Allan Poe)
- Komm, oh komm, Motette zu sechs Stimmen (2008)
- In hora mortis, Klagegesänge für Sopran und Kammerorchester (Text: Thomas Bernhard)
- Vier Gesänge aus „In hora mortis“ für mittlere Stimme und Klavier (2010) (Text: Thomas Bernhard)
- Et in terra pax? Studie für Bariton und sieben Instrumente (2010) (Text: Dante Alighieri)

### Kammermusik
- „der Rest ist Schweigen.“ Enigma per sei strumenti (1999/2000)
- „Ins Weite…“ für sieben Instrumentalisten (2000/04)
- Trio 1 für Flöte (auch Piccolo), Oboe (auch Englisch Horn) und Fagott (2004/05)
- Klee’s Geige, Paralipomenon für 10 Bratschen (2005/06)
- Trio II für Klaviertrio („clair de lune quand le clocher sonnait douze“) (2005/06)
- „In Wahrheit singen…  ein Hauch. Ein Hauch um nichts.“ Metamorphosen für Streichquartett(2007)
- rik, -nik & -mik, Triptychon für zwei Klaviere und Schlagzeug (2007)
- „espressivo“ Sonate für Violoncello und Klavier (2008)
- „...mein Saitenspiel!“ Quintett für zwei Violinen, zwei Violen und Violoncello (2010/11)

### Solowerke
- „La response imprévue“ Intermezzo für Klavier solo (2003)
- shadows, sonata for viola (2004)
- -wie wasser von klippe zu klippe geworfen- für violoncello solo (2005)
- …mitten, am Rand… (Hommage à Monsieur I.S.) für Klarinette solo (2007)
- „Der Dichter spricht“ für Violine solo (2010)
- „a continuance of enduring thought“ für violoncello solo (2011)

## Preise und Auszeichnungen
- 2000 GEMA-Preis der Jeunesses musicales Deutschland
- 2004 Preisträger der Saarbrücker Komponistenwerkstatt
- 2004 Gewinner des Bluval-Kompositionswettbewerbs
- 2007 Gewinner des Kompositionswettbewerbs „444 Jahre Mecklenburgische Staatskapelle Schwerin“
- 2007 Gewinner des Kompositionswettbewerbs der Sommerlichen Musiktage Hitzacker
- 2010 Gewinner des TONALi Kompositionspreises, Hamburg
- 2010 Preisträger beim Gustav Mahler-Kompositionswettbewerb, Wien

- 2004 Stipendiat der „Marie-Luise Imbusch-Stiftung“, Lübeck
- 2004–2009 Stipendiat der Studienstiftung des deutschen Volkes
- 2011 Stipendium für die Casa baldi in Olevano vom Beauftragten der Bundesregierung für Kultur und Medien

- 2008 „Composer in residenz“ der Sommerlichen Musiktage Hitzacker